# برايان هورنزباي
برايان هورنزباي (بالإنجليزية: Brian Hornsby)‏ هو لاعب كرة قدم ومدرب كرة قدم بريطاني، ولد في 10 سبتمبر 1954 في غريت شلفرد في المملكة المتحدة. لعب مع شروزبري تاون وشيفيلد وينزداي ونادي أرسنال ونادي براغي ونادي تشستر سيتي ونادي تشيسترفيلد ونادي كارلايل يونايتد.